# F20
«F20» — роман писателя современной русской литературы Анны Козловой. Лауреат литературной премии «Национальный бестселлер» 2016 года, длинный список национальной литературной премии "Большая книга" (2017).

## Общая информация
Первое издание романа «F20» было опубликовано издательством «Рипол Классик» в Москве в 2016 году объёмом 240 страницы. Роман был опубликован в журнале "Дружба народов" № 6 - 2017. В дальнейшем книга выпускалась отдельным тиражом. Роман популярен у современного читателя.
Роман Козловой о ненормальном мире и живущей в нём ненормальной девочке. Аннотация к книге заявляет: "Роман Анны Козловой с небывалой для современной литературы остротой и иронией ставит вопрос о том, как людям с психическими расстройствами жить в обществе и при этом не быть изгоями".
Произведение вызвало множество высказываний и рецензий литературных обозревателей и критиков. 

## Сюжет
Роман Анны Козловой повествует о жизни девочки Юлии и её взрослении, которое сопровождается диагнозом "шизофрения". Вокруг неё сумасшедший мир, который отражён автором в каждом эпизоде, начиная со случайного знакомства её родителей и появления Юлии и сестрёнки Анюты на свет и завершая суицидальной попыткой главной героини. Герои произведения словно все сошли с ума и действуют на инстинктах, не поддающихся объяснению. Такая страшная жизнь окружает Юлию с раннего детства. И мама, и папа, и любовник мамы Толик, и первая любовь Марик, соседи, знакомые, родственники, одноклассники - все психи, и это отражено в их действиях и поступках. Папа обкладывает дверь бумагой, обливает керосином и поджигает её; мама, находясь в депрессии не мыла волосы и не причёсывала их; Толик спрыгнул с пятого этажа и сломал ногу и тому подобное. 
Писатель с каждым предложением своего романа направляет читателя к мысли, что все мы прибываем в психиатрической лечебнице. Наш дом, учебное заведение, место работы, психиатрическая больница — все одинаково. Это общество не придумано сёстрами, оно реально существует и окружает их. Дом полон медикаментами, которые неспособны лечить, а только продолжают калечить психику героев. И даже питомец - собака Лютер, первая жертва романа, которую усыпили после попыток укусить человека, проявляет необъяснимую агрессию и поддаётся шизофрении. 
Воспитываясь в таком мире девочки начинают приспосабливаться к нему, принимают те правила, которые им навязывают окружающие. И вот уже в тринадцать лет первый мужчина, хаотичное увлечение алкоголем, сигаретами и сексом. Неожиданно и венцом романа становится фигура Милены Львовны - человека правильного. У неё нет детей, нет любимого, нет воспоминаний о радости и счастье, ибо их просто не было. Такая фигура обязана была появиться в романе. Старая и дряхлая она доказывает читателю, что в мире где всё правильно всё пусто. Не по годам взрослая Юлия преподаёт урок жизни шестидесятилетней Милене Львовне. Юля понимает, чтобы быть счастливой в жизни должно быть место для фейерверка - она должна быть сумасшедшей и полна неожиданных поворотов.

## Критика и рецензии
Литературный обозреватель Сергей Оробий подчёркивает особенность затронутой темы в романе, которая далека от мелодраматизма:
В двух словах: все очень плохо; “я поняла, что сейчас произойдет нечто ужасное” — ключевой лейтмотив книги. “F20”, однако, не похожа на все эти слезовыжимательные истории, в которых присутствует больная собака/жалобный котёнок/мальчик-аутист/девочка-аутист, с первых страниц протягивающие к нам ручонки, взывая к жалости. Эта книга написана не для того, чтобы выжать из вас слезу, а для того, чтобы вы кое-что поняли про смысл жизни. F20 играет здесь роль портала, то погружающего героиню (а с ней и читателя) в кошмар психоза, то вышвыривающего в самую что ни на есть подлинную реальность, так что “безумцы” оказываются мудрее “здравомыслящих”.

Константин Мильчин, рассуждая о женской русской литературе, берёт на себя смелость определить нишу для творчества писателя Анны Козловой:  
Если посмотреть глазами учебника литературы из будущего, то женская литература в России пошла двумя путями. На одном полюсе откровенно развлекательные тексты в стилистике Донцовой и ее менее тиражных коллег, на другом — высокая интеллигентская проза Улицкой и Рубиной. И где-то между ними прокладывает свой особый путь Анна Козлова, с правдой жизни, сексом, чередованиями депрессий и веселья».
Александр Кузьменков, в своей рецензии, очень жёстко отзывается о романе "F20":
Анна Козлова затеяла в очередной раз эпатировать публику. Но привычный свальный грех и фекалии для шокинга уже не годятся. Кого этим проймешь? — рвотный рефлекс у читателя притупился от хронического злоупотребления: Факоffский, Радов, Лялин, Шепелев, Козлов (Владимир), Беседин... Поневоле придется осваивать новые территории. “Роман посвящен людям, про которых не говорят и не пишут. Их не показывают по телевизору, не берут на работу. На них не женятся, от них не хотят детей. Они больны, но никто никогда не станет собирать деньги на их лечение, их болезнь хуже рака, безнадежнее СПИДа, позорнее сифилиса. По коду МКБ F20 это шизофрения”.

## Награды
- 2017 — Большая Книга, длинный список[7].
- 2017 — Национальный бестселлер, лауреат.